# Цимендорф
Цимендорф (нем. Ziemendorf) — община в Германии, в земле Саксония-Анхальт. 
Входит в состав района Зальцведель. Подчиняется управлению Арендзее-Кальбе.  Население составляет 209 человек (на 31 декабря 2006 года). Занимает площадь 13,22 км².